# Babelutte
Pour le groupe musical, voir Les Babeluttes.

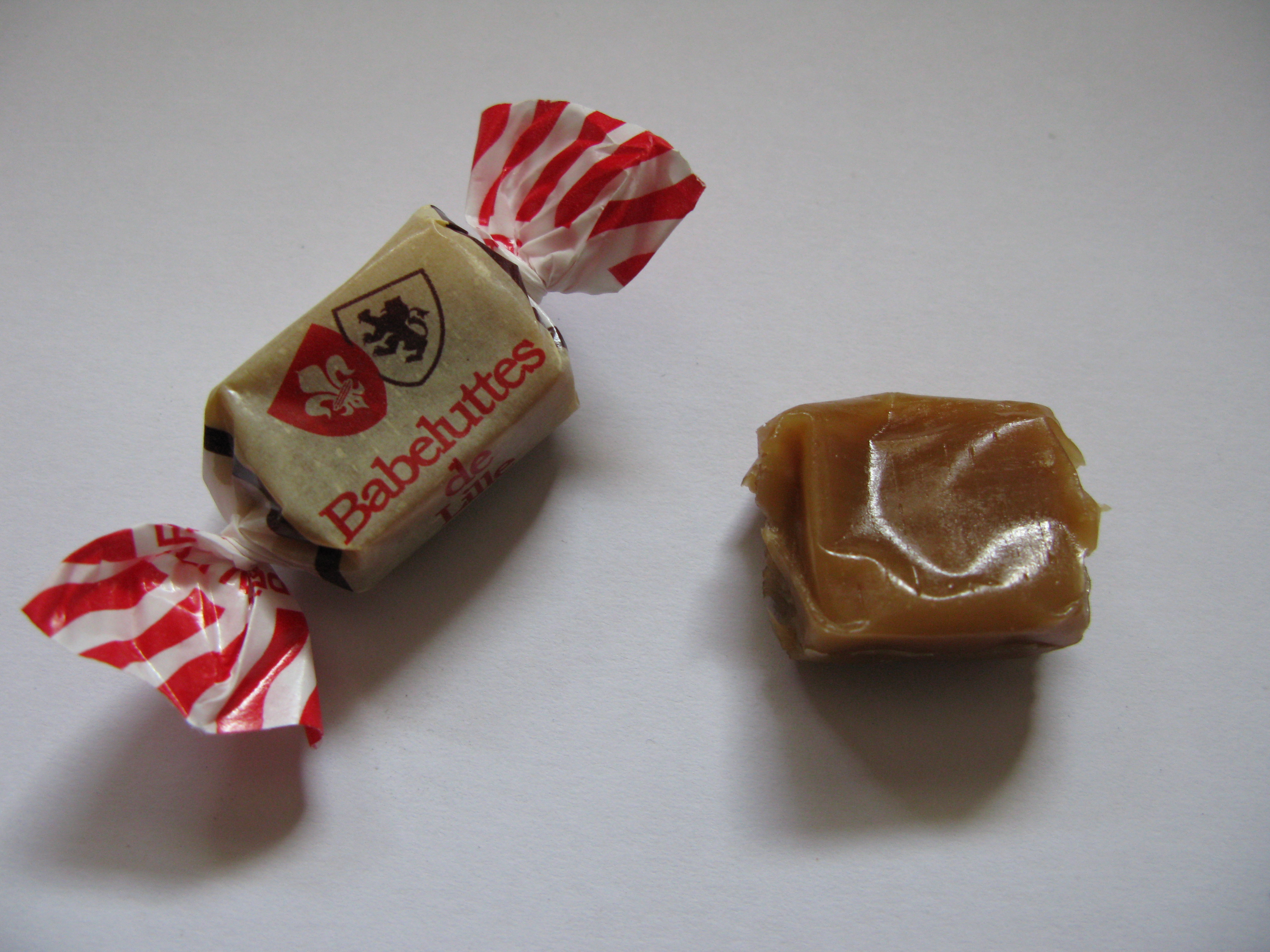
Babeluttes de Lille.

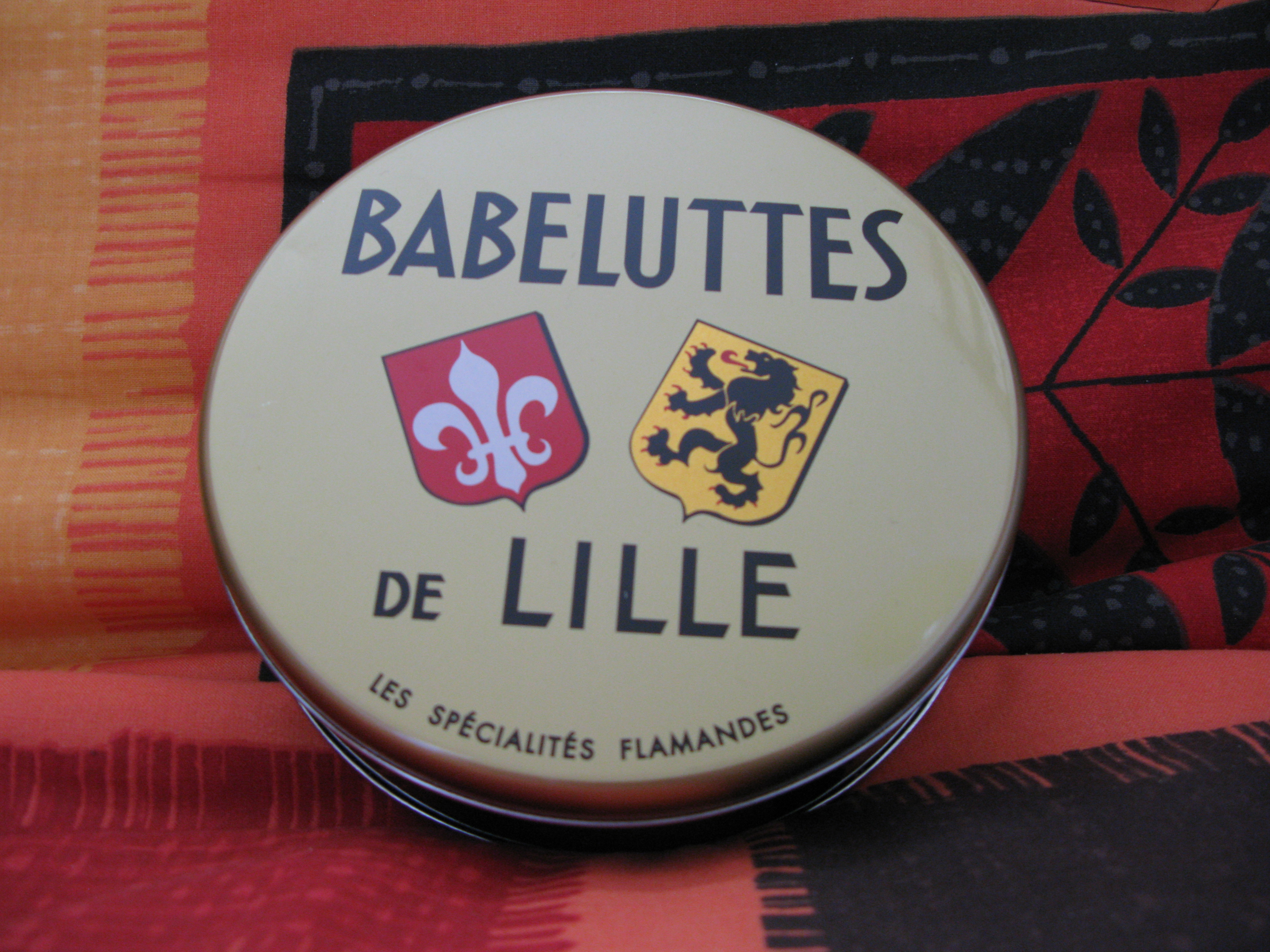
Boîte de babeluttes.

Une Babelutte est une sorte de caramel long aromatisé au miel ou à la cassonade originaire de Furnes dans le Westhoek (Flandre occidentale).
Moeder Babbelute, est un célèbre magasin de ces friandises. D'abord avec un magasin à Heist, il s'en trouve tout le long de la côte belge.

## Origine du nom
Ce nom proviendrait de « parler beaucoup » (babbelen) et « terminé » (uit) en flamand, celui qui en mange n'étant plus en mesure de parler (soit parce qu'il le déguste, soit parce qu'il ne peut plus desserrer les mâchoires). Une explication concurrente, mais de même nature, attribue l'origine du nom à « babelle » (qui signifie « bavard » en ch'ti).

## Babelutte de Lille
La Babelutte de Lille est une babelutte populaire dans le Nord-Pas-de-Calais.